# Ralph Bunche
Ralph Johnson Bunche (7 tháng 8 năm 1903 – 9 tháng 12 năm 1971) là nhà khoa học Chính trị người Hoa Kỳ và là nhà ngoại giao được nhận giải thưởng Nobel năm 1950 cho sự hòa giải của ông vào cuối thập niên 1940 ở Palestine. Ông là người da màu đầu tiên được vinh danh trong lịch sử giải thưởng này. Ông cũng góp phần vào việc thành lập và điều hành tổ chức Liên Hợp Quốc. Năm 1963, ông được trao Huân chương Tự do từ Tổng thống John F. Kennedy.

## Thời niên thiếu

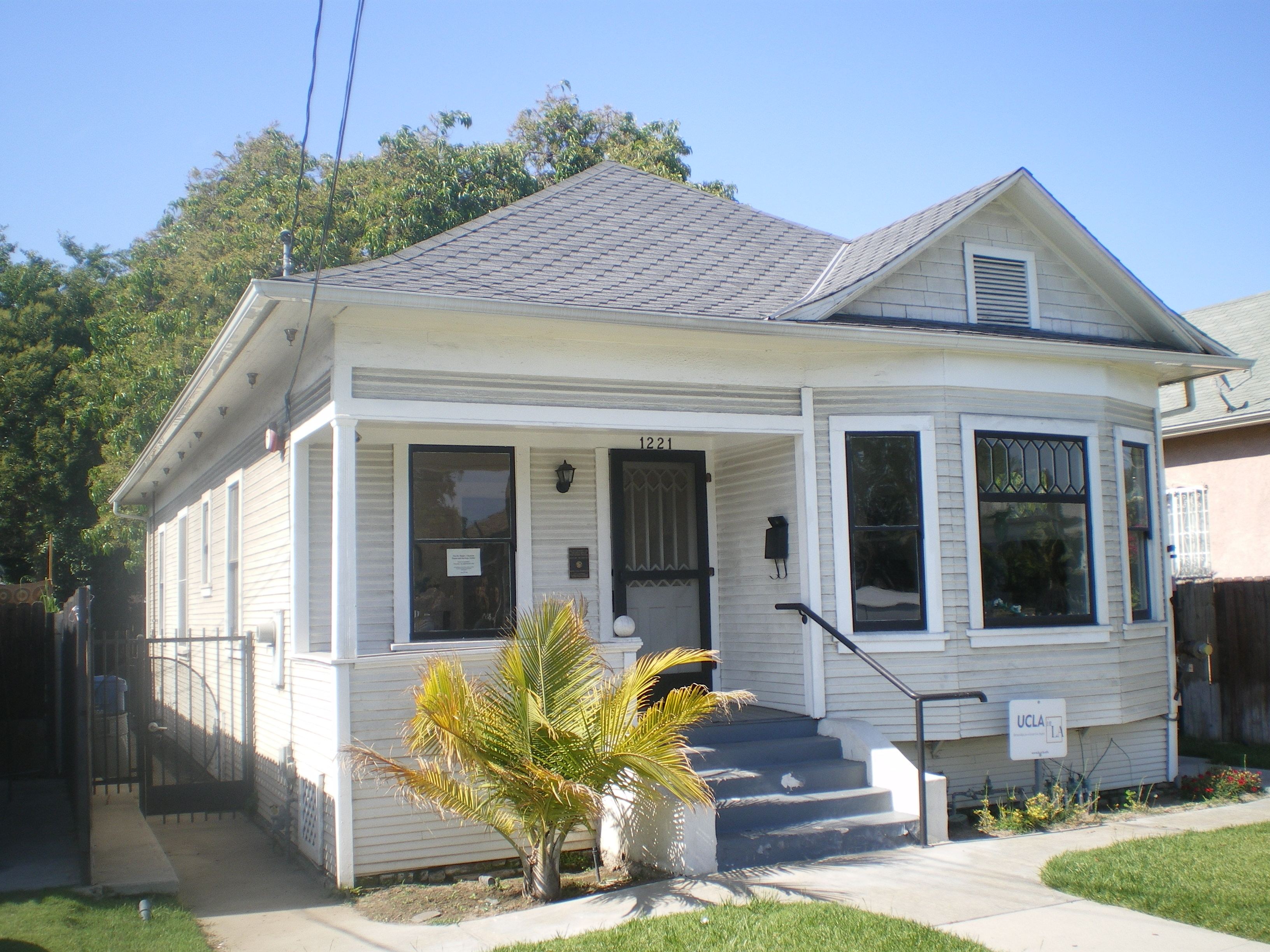
nhà thời niên thiếu của Bunche ở Nam Los Angeles.

Bunche sinh ra tại Detroit, Michigan trong một gia đình người Mỹ gốc Phi; cha ông làm nghề thợ cắt tóc và mẹ ông là một nhạc sĩ nghiệp dư. Tổ tiên của cha ông vốn là người da màu tự do trước cuộc Cách mạng Hoa Kỳ. Họ chuyển tới Albuquerque, New Mexico, khi ông còn là một đứa trẻ để cải thiện sức khỏe ba mẹ ông. Ba mẹ ông mất không lâu sau đó, và ông được nuôi dưỡng tại Los Angeles bởi bà nội.
Bunche là một sinh viên sáng chói, một người hay tranh luận, và là Đại biểu học sinh đọc diễn văn từ biệt vào ngày tốt nghiệp của ông tại Trường phổ thông Jefferson. Sau đó ông nộp đơn vào trường Đại học California, Los Angeles và trúng tuyển ngành summa cum laude năm 1927, ông một lần nữa là người đọc diễn văn từ biệt của lớp. Sử dụng tiền tài trợ từ cộng đồng người da màu dành cho việc học tập của ông, và học bổng của trường Đại học, ông theo học Đại học Harvard. Tại đây ông lấy bằng Thạc sĩ môn khoa học chính trị năm 1928 và bằng Tiến sĩ vào năm 1934, khi ông bắt đầu dạy tại bộ môn khoa học chính trị của trường Đại học Howard. Thông thường những người ứng cử học vị tiến sĩ có thể đi dạy trước khi luận văn của họ được hoàn thành. Ông trở thành người da màu đầu tiên tốt nghiệp học vị Thạc sĩ từ một trường Đại học ở Hoa Kỳ. Từ năm 1936 đến 1938, sau khi đạt được học vị Tiến sĩ Ralph Bunche tham gia chỉ đạo các cuộc nghiên cứu về nhân loại học tại Trường Kinh tế Luân Đôn (LSE), và sau là tại Đại học Cape Town ở Nam Phi.

## Sự nghiệp
Bunche là trưởng Bộ môn Chính trị học của trường Đại học Howard từ năm 1928 cho đến năm 1950, nơi ông đã đào tạo nhiều thế hệ sinh viên. Trong thời gian này, ông sống ở Brookland một vùng phụ cận của Washington, D.C., và tham gia vào Hiệp hội Giáo viên Hoa Kỳ với tư cách thành viên tại Harvard.
"Trong suốt sự nghiệp của mình, Bunche đã duy trì một mối liên hệ chặt chẽ với giáo dục. Ông làm trưởng Bộ môn Chính trị học của trường Đại học Howard từ năm 1928 cho đến năm 1950; dạy học tại trường Đại học Harvard từ năm 1950 đến năm 1952; phục vụ với tư cách thành viên của Ban Giáo dục thành phố New York (1958-1964), Ủy ban Giám thị của Đại học Harvard (1960-1965), Ủy ban Viện Giáo dục Quốc tế, và được bầu làm quản trị trường Cao đẳng Oberlin, Đại học Lincoln, và Trường New Lincoln."
Năm 1936 Bunche phát hành tập sách nhỏ mang tựa đề A World View of Race. Trong đó Bunche viết: "một ngày nào đó vấn đề giai cấp sẽ thay thế những xung đột về chủng tộc trên thế giới. Xung đột về chủng tộc hầu như sẽ bị lưu mờ bởi xung đột giai cấp đang từng ngày phát triển và làm thay đổi thế giới này." Trong khoảng thời gian 1936-40 Bunche là người đóng góp cho việc biên tập Tuần báo Science and Society: A Marxian Quarterly.

## Thế chiến II
Trong thời gian Chiến tranh Thế giới lần II, Bunch làm việc tại Cục tình báo Chiến lược (Tiền thân CIA) với nhiệm vụ nhà nhà phân tích cao cấp về vấn đề thuộc địa trước khi làm việc tại Bộ Ngoại giao Hoa Kỳ. Năm 1943 Bunche chính thức chuyển sang Bộ Ngoại giao, ở đây ông được bổ nhiệm làm Phó Phòng Nghiên cứu những vấn đề khu vực phụ thuộc dưới quyền Alger Hiss. Cùng với Hiss, Bunche trở thành lãnh đạo của Viện Quan hệ Thái Bình Dương (IPR).
Ông cũng tham gia vào kế hoạch xây dựng ban đầu của tổ chức Liên Hợp Quốc tại Hội nghị San Francisco năm 1945.

## Làm việc trong Liên Hợp Quốc
Sau khi Thế chiến thứ II kết thúc, Bunche tham gia một cách tích cực vào việc xây dựng tổ chức Liên Hợp Quốc (tại hội nghị Dumbarton Oaks tại Washington D.C. năm 1944). Ông cũng tham gia với tư cách cố vấn cho đoàn đại biểu Hoa Kỳ trong việc soạn thảo bản "Hiến chương Liên Hiện Quốc" trong năm 1945. Ngoài ra, ông cũng tham gia biên soạn chi tiết bản Hiến chương này. Ralph Bunche cùng với Eleanor Roosevelt được xem như là những người đi đầu trong việc xây dựng và vận động các nước thông qua bản Tuyên ngôn Nhân quyền của Liên Hợp Quốc.
Theo tài liệu của Liên Hợp Quốc "Ralph Bunche: Tầm nhìn cho Hòa Bình", đã ghi nhận: trong suốt khoảng thời gian 25 năm đóng góp cho Liên Hợp Quốc, ông đã 
...luôn đấu tranh cho nguyên tắc quyền bình đẳng cho mọi người, không phân biệt chủng tộc hay tín ngưỡng. Ông tin rằng "vớc lòng tốt trong bản chất của mọi người, thì không có vấn đề nào nảy sinh trong mối quan hệ giữa họ là không thể giải quyết được." Thông qua Hội đồng Ủy trị Liên Hợp Quốc, Bunche đã sẵn sàng cho bước chuyển đổi chưa từng có tiền lệ, phá bỏ hệ thống thực dân cũ ở châu Phia và châu Á, hướng tới thành lập các quốc gia độc lập vào thời kỳ hậu chiến.

### Xung đột Ả rập - Israel và giải Nobel Hòa bình
Bắt đầu vào năm 1947, Bunche tham gia hòa giải xung đột Ả rập-Israel. Ông được bổ nhiệm là người phụ tá cho Ủy ban đặc biệt Liên Hợp Quốc về Palestine, và sau đó là thư ký chính của Ủy ban Liên Hợp Quốc về Palestine. Năm 1948, ông công du đến Trung Đông để hỗ trợ Bá tước Thụy Điển Folke Bernadotte, người được chỉ định bởi Liên Hợp Quốc cho nhiệm vụ hòa giải cuộc xung đột Ả rập - Israel. Họ chọn hòn đảo Rhodes để làm trụ sở chính và tổng hành dinh. Vào tháng 12, Bernadotte bị ám sát ở Jerusalem bở thành viên của một nhóm người Do Thái hoạt động bí mật là Lehi.
Sau sự kiện này, Dr. Bunche trở thành người trung gian hòa giải chính và nhận trách nhiệm mọi cuộc đàm phán thượng lượng tương lai trên đảo Rhodes. Đại diện của phía Israel là Moshe Dayan đã viết trong hồi ký của mình rằng những việc dàn xếp quan trọng với Ralph Bunche đều được thực hiện qua bàn bi-da trong lúc hai người đang chơi. Một cách lạc quan, Dr. Bunche giao cho một thợ gốm địa phương làm những cái dĩa đặc biệt ghi nhận tên của các nhà đàm phán. Khi hiệp ước được ký, Dr. Bunche đã dùng những cái dĩa này làm quà. Sau khi biết được hành động này, Moshe Dayan hỏi Ralph Bunche cái gì sẽ xảy ra giả sử nếu như không một hòa ước được ký kết. Ông trả lời "Tôi sẽ ném tất cả dĩa lên cái đầu ngớ ngẩn của anh". Vì thành công trong hiệp ước ngừng bắn 1949, Dr. Bunche được nhận giải Nobel Hòa bình , năm 1950.
Sau đó ông tiếp tục làm việc cho Liên Hợp Quốc, đàm phán những tranh chấp nhiều vùng khác nhau, bao gồm Congo, Yemen, Kashmir, và Cộng hòa Síp. Năm 1968 ông được thăng chức Phó Tổng Thư ký Liên Hợp Quốc.

## Người Mỹ gốc Phi lỗi lạc

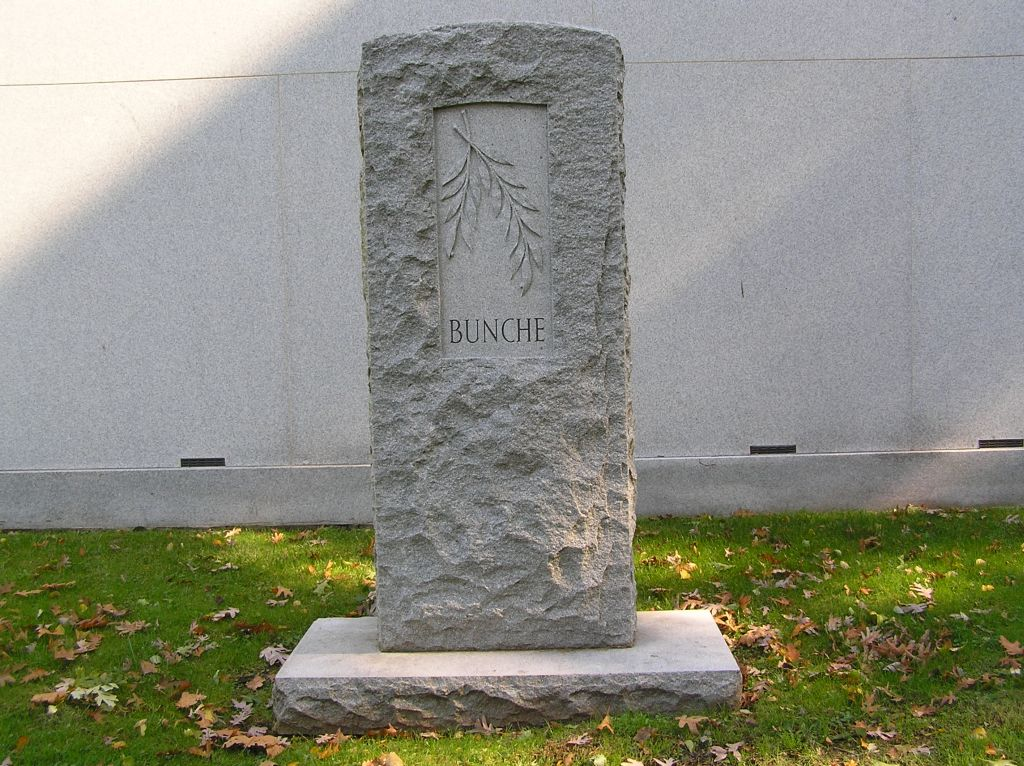
Bia tưởng niệm Ralph Bunche

Là một người Mỹ gốc Phi, Bunche đóng vai trò là tiếng nói ủng hộ tích cực cho phong trào quyền công dân, và tham gia vào cuộc tuần hành năm 1963 tại Washington, nơi Martin Luther King phát biểu bài luận văn "I Have a Dream" nổi tiếng, và cuộc tuần hành từ Selma đến Montgomery, Alabama đánh dấu sự ra đời Đạo Luật quyền bầu cử năm 1965.
Bunche là cư dân của Kew Gardens gần Queens, New York.
Bunche mất năm 1971 và được chôn cất tại nghĩa trang Woodlawn ở the Bronx. Khi đó ông 68 tuổi.

## Vinh danh
Năm 1951 Bunche được trao Giải Con Trâu Bạc bởi Hội Nam Hướng đạo Mỹ cho những đóng góp của ông trong việc hướng đạo và ảnh hưởng tích cực việc làm này đến thế giới.
Ngày 12 tháng 1 năm 1982, Cơ quan Bưu chính Hoa Kỳ phát hành tem thư in hình tượng chân dung Dr. Bunche tại lối vào tòa nhà Bunche Hall, nhìn ra Vườn Điêu Khắc tại UCLA.
Thư viện Ralph J. Bunche thuộc Bộ ngoại giao Hoa Kỳ là thư viện lâu đời nhất thuộc Chính phủ liên bang và được thành lập bởi nhà ngoại giao đầu tiên của Hoa Kỳ, Thomas Jefferson vào năm 1789. Thư viện được đổi tên để vinh danh Ralph J. Bunche ngày 5 tháng 5 năm 1997. Tòa nhà Harry S. Truman là nơi tọa lạc của thư viện, thuộc Tổng hành dinh Bộ ngoại giao.
Năm 1996, Đại học Howard đặt tên trung tâm vấn đề quốc tế, trung tâm thể thao và những chương điều hành liên kết thành Trung tâm Ralph J. Buncher về những vấn đề quốc tế. Trung tâm là nơi thuyết trình diễn văng và các chương trình quốc tế, phục vụ như là nơi trung tâm của "Howard dành để liên lạc với... các lãng sự quán, chính phủ, trường Đại học và các tập đoàn, cũng như các cơ quan của Chính phủ Hoa Kỳ."
Công viên Ralph Bunche nằm ở thành phố New York, dọc theo Đại lộ Thứ nhất từ trụ sở Liên Hợp Quốc. Vùng lân cận Công viên Bunche ở thành phố Miami Gardens Florida, được đặt theo tên Bunche. Ralph J. Bunche cũng là tên của các trường tiểu học ở Ecorse, Michigan; Canton, Georgia; Miami, Florida; và thành phố New York và một trường phổ thông mang tên ông ở King George County, Virginia. Một trong những bãi biển ở Florida trong thời kì chia cắt cũng đặt theo tên Bunche gần Ft. Myers.
Trung tâm Hòa bình và Di sản Dr. Ralph J. Bunche là ngôi nhà thời niên thiếu cùng với bà nội của ông ở Central Avenue Neighborhood of Los Angeles, đã được nêu trong danh sách Di tích lịch sử Quốc gia và Địa danh Văn hóa Lịch sử Los Angeles. Chủ sở hữu của tài sản này là Tập đoàn Phát triển Kinh tế Dunbar của Los Angeles, quản lý ngôi nhà như là một Trung tâm bảo tàng Cộng đồng nhằm phát huy sự liên hệ hòa bình các nhóm sắc tộc ở Trung tâm Nam Los Angeles. Khoảng thời gian quan trọng để căn nhà trở thành viện bảo tàng là thập niên 1920. Nơi đây được phục hồi hoàn toàn trong khoảng thời gian từ năm 2002 đến 2004, và chiến thắng Giải thưởng Bảo vệ và Phục hồi di tích lịch sử Los Angeles năm 2006. Hội Kiến trúc sư giúp đỡ thiết kế là ủy ban chỉ đạo việc tu bổ và phục hồi.
Năm 2002, học giả Molefi Kete Asante xếp Ralph Bunche trong danh sách 100 người Mỹ gốc Phi vĩ đại nhất.

## Câu nói nổi tiếng
- "Có lẽ trong thời đại chúng ta, luôn tồn tại một thế giới hòa bình trong đó tôi, mọi người trên trái đất, sẽ bắt đầu dùng tất cả lòng tốt tồn tại trong mỗi người trong chúng ta."[3]
- "Không có những con người hiếu chiến - chỉ có những nhà lãnh đạo hiếu chiến."[12]
- "Tôi...tin tưởng vào bản chất tốt đẹp của những con người, cho tôi bằng chứng rõ ràng rằng bất cứ vấn đề nào trong mối quan hệ của con người là không thể không giải quyết được."[7]

## Tác phẩm
- Bunche, Ralph, A World View of Race. (Bronze Booklet Series. Washington, D.C.: Associates in Negro Folk Education, 1936) [Reprint, Port Washington, NY, Kennikat Press, 1968; excerpt in Ralph Bunche: Selected Speeches and Writings, edited by Charles P. Henry]
- Bunche, Ralph. The Political Status of the Negro in the Age of FDR, edited with an Introduction by Dewey W. Grantham. (Chicago: University of Chicago Press, 1973) [A version of a Ralph Bunche 1941 research memorandum prepared for the Carnegie-Myrdal Study, "The Negro in America"]
- Bunche, Ralph. A Brief and Tentative Analysis of Negro Leadership, edited with an Introduction by Jonathan Scott Holloway (NY, New York University Press, 2005) [A version of "The Negro in America"]
- Edgar, Robert R., ed. An African American in South Africa: The Travel Notes of Ralph J. Bunche, ngày 28 tháng 9 năm 1937 - ngày 1 tháng 1 năm 1938. (Athens, Ohio University Press, 1992)
- Henry, Charles P., ed. Ralph J. Bunche: Selected Speeches and Writings. (Ann Arbor: University of Michigan Press, 1995)